# ديفا كاسل
ديفا كاسل (بالفرنسية: Deva Cassel)‏ هي عارضة أزياء وممثلة وإعلامية فرنسية إيطالية، ولدت في 12 سبتمبر 2004 في روما في إيطاليا.

## الحياة المبكرة
ولدت ديفا كاسل في 12 سبتمبر 2004 في روما بإيطاليا لكنها نشأت في باريس وريو دي جانيرو. والداها هما عارضة الأزياء والممثلة الإيطالية مونيكا بيلوتشي والممثل الفرنسي فانسن كاسل. ديفا متعددة اللغات وتتحدث خمس لغات، وأبرزها الفرنسية والإيطالية. لديها أخت أصغر، ليوني (مواليد 2010) وأخت غير شقيقة، أمازوني (مواليد 2019) من زواج والدها الثاني من عارضة الأزياء تينا كوناكي.

## الأعمال

### أفلام
| السنة | العنوان              | الدور              |
| ----- | -------------------- | ------------------ |
| 2023  | The Beautiful Summer | أميليا             |
| 2024  | قلبا وقالبا 2        | الملل (تمثيل صوتي) |
| 2025  | Bethlehem            | ماري               |

### مسلسلات
| السنة | العنوان     | الدور          |
| ----- | ----------- | -------------- |
| 2025  | The Leopard | أنجليكا سيدارا |

## روابط خارجية
- ديفا كاسل على موقع IMDb (الإنجليزية)
- ديفا كاسل على موقع روتن توميتوز (الإنجليزية)